# نادي جين أوستن للقراءة
نادي جين أوستن للقراءة (بالإنجليزية: The Jane Austen Book Club)‏ هو فيلم دراما رومنسي تم إنتاجه في الولايات المتحدة وصدر في سنة 2007. من بطولة ماريا بيلو وإيميلي بلنت وإيمي برينمان وماجي غرايس وهيو دانسي. كتبه وأخرجه روبين سويكورد عن نص رواية بنفس الاسم نشرت في عام 2004 للكاتبة كارن جوي فويلر. تحكي القصة عن مجموعة من الأشخاص يؤلفون مجموعة نقاش لتناول روايات الاكاتبة المعروفة جين أوستن.

## القصة
نادي القراءة هو من بنات أفكار برناديت ذات العقود الخمسة والمطلقة لستّ مرّات، والتي جاءتها الفكرة عندما التقت بـ برودي، شخصية جدّية في عقدها الثاني وتعمل مدرسة للغة الفرنسية في مدرسة ثانوية، وذلك في خلال مهرجان سينمائي حول جين أوستن. وكانت الفكرة أن تجمع ستّ أشخاص لمناقشة كل روايات جين أوستن الستّ، بحيث يتناوب أفراد المجموعة كلٌّ بدوره على استضافة الآخرين كل شهر. الأعضاء الآخرين هم: سيلفيا، أمينة مكتبة في عقدها الرابع انفصلت حديثاً عن زوجها دانييل الذي كان لعوباً بعد عقدين من الزواج، ألّيغرا ابنة سيلفيا وهي سحاقية، جوسلين، امرأة سعيدة غير متزوجة ومتسلطة وتربي كلب من نوع روديسيان وصديقة سيلفيا منذ الطفولة، وغريغ من هواة روايات الخيال العلمي اقنعته جوسلين أن ينضم إلى المجموعة على أمل أن يكوّن مع سيلفيا ثنائيّاً متوافقاً.
ومع مرور الأشهر، يطوّر كل عضو من الأعضاء صفات تشابه الشخصيات الواردة في روايات جين أوستن ويتفاعل كل منهم مع الأحداث بالطريقة التي يمكن لهذه الشخصيات الروائية أن تتفاعل مع نفس الأحداث. برناديت هي شخصية أمومية ترغب في أن ترى الجميع سعداء. سيلفيا تتمسك بإيمانها في حب مباشر ومخلص وفي النهاية تتصالح مع دانييل. برودي، مثقلة من جراء إهمال زوجها دين، وأمها العجوز المدخّنة الشرهة والتي تعيش حياتها بحرية على نمط الهيبّي كنتاج من ثقافة الستينات، تجد نفسها تجاهد بيأس ألا تقع في خيوط مشاعرها تجاه طالبها «تراي» الذي يغريها باستمرار. ألّيغرا، واليت غالباً ما تلتقي بعاشقاتها من خلال مشاركاتها في ألعاب خطرة، تشعر بالخيانة عندما تكتشف أن صديقتها الحالية، الكاتبة الصاعدة كورنين، تستخدم حياة أالّيغرا كأساس للقصص القصيرة التي تكتبها. ينجذب غريغ إلى جوسلين ويتحيّر في عدم انجذابها نحوه، وخاصة بعد فشله في جعلها تقرأ روايات أورسولا لي غوين، التي امل ان تلفت انتباهها. كما أنه يمثّل الجانب الكوميدي للتناول الجدّي للروايات من قبل جوسلين وبرودي.

## الميزانية والإيرادات
بلغت تكلفة إنتاج الفيلم حوالي 6 ملايين دولار بينما حقق أرباحا تقدر بـ 7163566 دولار.

## وصلات خارجية
- نادي جين أوستن للقراءة على موقع IMDb (الإنجليزية)
- نادي جين أوستن للقراءة على موقع ميتاكريتيك (الإنجليزية)
- نادي جين أوستن للقراءة على موقع روتن توميتوز (الإنجليزية)
- نادي جين أوستن للقراءة على موقع نتفليكس (الإنجليزية)
- نادي جين أوستن للقراءة على موقع ألو سيني (الفرنسية)
- نادي جين أوستن للقراءة على موقع Turner Classic Movies (الإنجليزية)
- نادي جين أوستن للقراءة على موقع أول موفي (الإنجليزية)
- نادي جين أوستن للقراءة على موقع بوكس أوفيس موجو (الإنجليزية)
- نادي جين أوستن للقراءة على موقع فيلمافينيتي (الإسبانية)
- نادي جين أوستن للقراءة على موقع قاعدة بيانات الأفلام السويدية (السويدية)